# Annie Jessen
Anna Agnes Kirstine "Annie" Jessen (født 23. januar 1915 i Sorø, død 28. juli 1993) var en dansk skuespillerinde. Hendes filmdebut blev i Champagnegaloppen fra 1938, og i Disney-filmen Snehvide og de syv dværge fra 1937, som havde dansk biografpremiere i slutningen af september 1938, lagde hun stemme til Snehvide. Ud over sin filmkarriere, optrådte hun i en del revyer.

## Filmografi

### Film
- Snehvide og de syv dværge (1937) – Snehvide, stemme
- Champagnegaloppen (1938) – Amelie Hambroe
- Barnet (1940) – Evas og Ilses veninde
- Nøddebo Præstegård (1974) – Bagermadamme
- Ta' det som en mand, frue (1975) – Ekspedient I bh-afdeling
- Rend mig i traditionerne (1979) – Bardame

### Tv-serier
- Ret beset (1978) – Marie Motzfeldt